# 槐树湾站
槐树湾站是一个陇海线上的铁路车站，位于甘肃省天水市北道区槐树湾，建于1986年，目前为五等站，邮政编码为741020。目前不办理客运营业；货运：仅办理整车路用货物发到。